# バレンゴ
バレンゴ（伊: Barengo）は、イタリア共和国ピエモンテ州ノヴァーラ県にある、人口約800人の基礎自治体（コムーネ）。

## 地理

### 位置・広がり
| 隣接するコムーネは以下の通り。 - ブリオーナ - カヴァリエット - カヴァーリオ・ダゴーニャ - ファーラ・ノヴァレーゼ - モーモ - ヴァプリオ・ダゴーニャ |